# Église Saint-Remacle de Gottechain
L'église Saint-Remacle à Gottechain est une église paroissiale de style néo-gothique située dans la commune de Grez-Doiceau en Belgique datant du XIXe siècle.

## Histoire
A l'origine, une chapelle trônait à l'emplacement de l'actuelle église. Dédiée principalement à Notre-Dame (avec comme vocable secondaire, Saint Remacle), cet oratoire accueillait plusieurs messes par semaine dès le XVIIe siècle sous l'impulsion du seigneur Lhost de Gottechain. Ayant traversé les remous de la révolution française, la chapelle fut reconnue en 1825 et obtint le rang de succursale en 1842.
La chapelle est ensuite remplacée en 1847 par l'édifice actuel dont les plans furent tracés par l'architecte Léon Suys. L'église fut dédiée en 1855 à l'Immaculée Conception avec comme vocable secondaire, Saint Remacle.

## Description
L'église, de style néo-gothique, arbore une façade comportant une niche dans laquelle trône une statue de Saint Remacle, surmontée d'une tour carrée. L'accès à l'édifice est précédé d'une pente composée de 46 marches.
Majoritairement construit en briques et calcaire gréseux pour les encadrements et chainages d'angles, le bâtiment se compose de 3 vaisseaux et est flanqué de deux sacristies.

## Mobilier
Le mobilier est principalement néo gothique. De plus, un confessionnal Louis XV ainsi que des fonts baptismaux gothiques en calcaire sont présents.

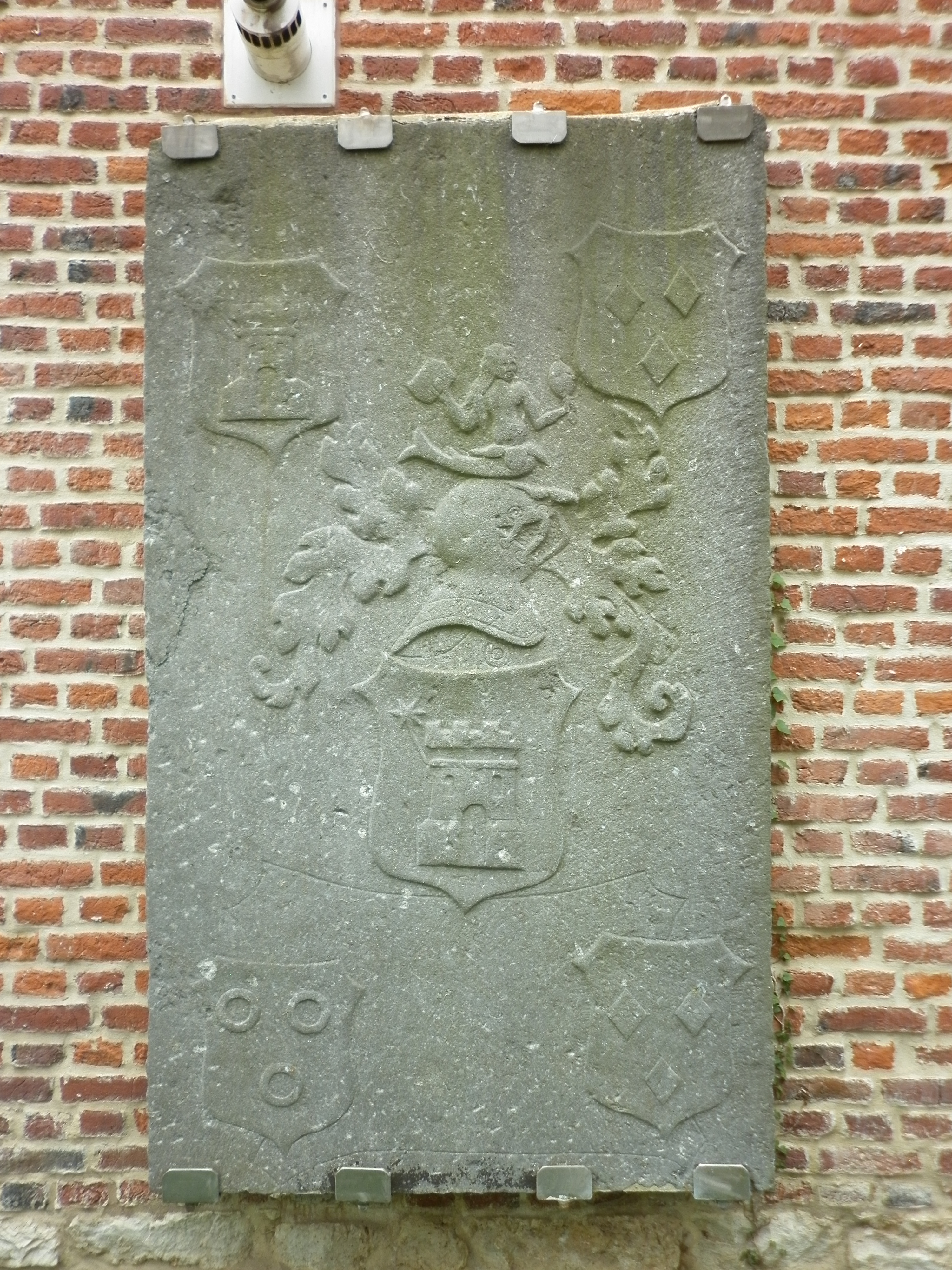
Pierre tumulaire présente dans le mur du cimetière